# Jikji
Jikji es el título abreviado de un documento budista coreano, cuyo título completo traducido es "La antología realizada por el monje Baegun de las enseñanzas de los sumos sacerdotes sobre la identificación del espíritu de Buda mediante la práctica de Seon". Fue impreso en 1377 durante la dinastía Goryeo, y es el libro más antiguo existente impreso con letras de metal móviles. En septiembre del año 2001 la UNESCO confirmó que Jikji es el libro metaloide más antiguo y lo incluyó en el Programa Memoria del Mundo.
El Jikji fue impreso en la imprenta más antigua conocida de tipos móviles de metal en el Templo Heungdeok en 1377, 78 años antes que en 1452-1455 fuera impresa la famosa "Biblia de 42-renglones" de Johannes Gutenberg. La mayor parte del Jikji se ha extraviado, y actualmente solo se conserva el último tomo, que se encuentra guardado en la división de Manuscrits Orientaux de la Biblioteca Nacional de Francia.

## Autoría
El Jikji fue escrito por Baegun un monje budista (1298-1374, nombre budista Gyeonghan), que era el sacerdote principal en los templos de Anguk y Shingwang en Haeju, y en 1372 fue publicado en dos volúmenes en Seongbulsan. Baegun falleció en 1374, en el templo Chwiam en Yeoju.

## Contenido
El Jikji abarca una colección de extractos de las analectas de los más destacados monjes budistas a lo largo de varias generaciones. Fue creado para servir de guía a los estudiantes de budismo, que era la religión nacional de Corea en la época de la dinastía Goryeo (918-1392). 
El Jikji trata sobre los elementos esenciales del Seon, predecesor del budismo Zen en Japón.
El Jikji está formado por dos tomos. El Jikji impreso con tipos de metal que fue publicado en el templo Heungdeok se conserva en la división de Manuscrits Orientaux de la Biblioteca Nacional de Francia, en esta copia se encuentra arrancada la primera página del último tomo (Libro 1 en el Capítulo 38). Una impresión del Jikji realizada con tipos de madera publicada en el templo Chwiamsa comprende los dos tomos completos. Esta se conserva en la Biblioteca Nacional de Corea y en los templos de Jangsagak y Bulgap como también en la Academy of Korean Studies.

## Impresión
En la última página del Jikji se encuentran inscritos detalles de su publicación, se expresa que fue publicado durante el tercer año del Rey U (julio de 1377) utilizando tipos metálicos en el templo Heungdeok en Cheongju. Originalmente el Jikji consistía de dos tomos que comprendían 307 capítulos, sin embargo el primer tomo de la versión impresa con tipos de metal se ha extraviado.
Existen anotaciones que explican que en 1377 los sacerdotes Seoksan y Daldam que eran discípulos de Baegun, colaboraron en la publicación del Jikji utilizando tipos móviles de metal y que la sacerdotisa Myodeok también contribuyó en esta tarea.
La versión impresa con tipos de metal que ha sobrevivido hasta nuestros días mide 24.6 x 17.0 cm. El papel utilizado es muy delgado y blanco. Todo el texto se encuentra plegado en forma doble. Las tapas parecen haber sido reconstruidas. El título del Jikji también parece haber sido escrito con una antigua tinta india asemejando el original. La cubierta en el tomo que ha perdurado hasta nuestros días tiene escrito en francés "Este es el libro impreso más antiguo con letras de molde", con la crónica de 1377, escrito por Maurice Courant. 
Los renglones no se orientan en forma recta, sino que por el contrario están orientados en un arreglo sesgado. Se observa una gran diferencia entre el grosor de las líneas de tinta de color, y hay numerosas manchas de tinta. Algunos caracteres tales como 'día' (日) o 'uno' (一), están escritos al reverso, mientras que otras letras poseen una impresión parcial.

## Biblioteca Nacional de Francia

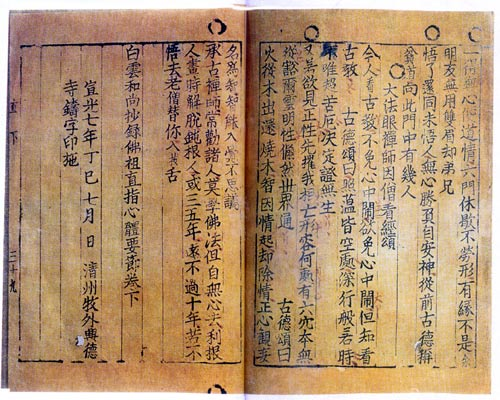
Jikji, Enseñanzas selectas de las sagas budistas y los maestros de Seon Masters, el libro más antiguo impreso con tipos de metal móviles, 1377. Bibliothèque Nationale de Paris.

A finales de la dinastía Joseon, un diplomático francés llevó el segundo tomo del Jikji desde Corea a Francia, donde se encuentra actualmente bajo la custodia de la Biblioteca Nacional de Francia en París. 
Según la información que consta en la UNESCO, el Jikji “pasó a formar parte de la colección de [Victor Emile Marie Joseph] Collin de Plancy, un chargé d'affaires de la embajada de Francia en Seúl en 1887 durante el reinado del rey Gojong. El libro luego pasó al poder de Henri Véver un coleccionista de clásicos, quien lo compró en un remate realizado en el Hotel Drouot en 1911, al morir Henri en 1950, el libro fue donado a la Bibliothèque Nationale de France, en donde ha permanecido desde ese entonces.” Actualmente, solo se cuenta con 38 hojas del segundo tomo de la edición impresa con tipos de metal.
En mayo de 1886, Corea y Francia firmaron un tratado de defensa y comercio, y como consecuencia en 1887 se establecieron relaciones diplomáticas oficiales al realizarse la ratificación del tratado por Kim Yunsik (1835-1922) y Victor Emile Marie Joseph Collin de Plancy (1853-1924). Plancy, que había cursado estudios de leyes en Francia y también estudiado chino, se había desempeñado durante seis años como traductor en la delegación francesa en China entre 1877 y 1883. En 1888 regresó a Seúl como el primer cónsul francés en Corea, donde permanece hasta 1891. Durante su prolongada permanencia en Corea, primero como cónsul y luego como ministro diplomático con plenos poderes entre 1896 y 1906, Victor Collin de Plancy coleccionó cerámicas y libros antiguos. Le permitió a Kulang, quien se había mudado a Seúl para ser su secretario oficial, que clasificara su colección. 
Aunque sigue sin saberse cómo Plancy se hizo con esta colección, parece que consiguió la mayoría de ejemplares en los primeros años del siglo XX. La mayoría de los libros que la colección de Plancy tenía sobre Corea pasaron a formar parte de la Biblioteca Nacional de Francia en una subasta realizada en 1911, mientras que el Jikji impreso con tipos de metal fue comprado ese mismo año por Henri Véver (1854-1943) por la suma de 180 francos, Véver era un conocido comerciante de joyas y coleccionista de libros antiguos, quien a su vez en su testamento lo dona a la Biblioteca Nacional de Francia.

## Redescubrimiento
La versión impresa en metal del Jikji fue conocida por el mundo en 1901 cuando fue incluido en el apéndice del Hanguk Seoji, compilado por el sinólogo y erudito de Corea, Maurice Courant (1865-1935). En 1972 el Jikji fue exhibido en París durante el "Año internacional del libro" hosted by the National Library of France, gaining it worldwide attention for the first time.
El Jikji fue impreso usando tipos de metal en el templo Heungdeok en las afueras de Cheongjumok en julio de 1377, hecho reflejado en el propio epílogo de libro. El hecho de que fuera impreso en el templo Heungdeok en Uncheondong, Cheongju, fue confirmado cuando la universidad de Cheongju hizo excavaciones en el templo Heungdeok en 1985.
El templo Heungdeok fue reconstruido en marzo de 1992. En 1992, el Early Printing Museum de Cheongju fue abierto, y eligió el Jikji como tema central en el año 2000.
Sólo el volumen final del Jikji se conserva, guardado en el departamento de Manuscrits Orientaux de la Librería Nacional de Francia.
El 4 de septiembre de 2001 el Jikji fue oficialmente añadido a la Memoria del Mundo de UNESCO. El premio Jikji Memoria del Mundo fue creado en 2004 para conmemorar la creación del Jikji.

## Controversia
Existe una disputa respecto al derecho a la propiedad, por una parte la Biblioteca Nacional de Francia sostiene que el Jikji debe permanecer en Francia, mientras que Corea por su parte sostiene que el mismo debe pertenecer a Corea. La Biblioteca Nacional de Francia argumenta que por ser el Jikji un importante artefacto histórico de toda la humanidad, debe permanecer en Francia ya que representa un bien común de alcance mundial, y no pertenece a ningún país específico. Además plantean que el Jikji estará mejor preservado y exhibido en Francia debido al prestigio y los recursos con los que cuenta la Biblioteca. Por la otra parte, Corea argumenta que debe pertenecer a su país de origen y que posee un significado histórico para el pueblo coreano, un argumento con mayor fuerza. Actualmente el Jikji permanece en Francia, aunque numerosas organizaciones coreanas están realizando gestiones para modificar dicho status.